# Valkovce
Valkovce est un village et une municipalité du district de Svidník, situé dans la région de Prešov au nord-est de la Slovaquie.

## Histoire
Première mention écrite du village apparaît en 1382.

## Géographie
Valkovce se situe à une altitude de 230 mètres, sur une surpercifie de 6 661 km2.

## Démographie

### Évolution de la population
| Année:               | 1994. | 2004.   | 2014.   | 2024.   |
| -------------------- | ----- | ------- | ------- | ------- |
| Nombre de personnes: | 231   | 230     | 224     | 206     |
| Différence:          |       | -0,43 % | -2,60 % | -8,03 % |

| Année:               | 2023. | 2024.   |
| -------------------- | ----- | ------- |
| Nombre de personnes: | 201   | 206     |
| Différence:          |       | +2,48 % |